# یوبکسی
یوبکسی (به فرانسوی: Ubexy) یک کمون در فرانسه است که در Canton of Charmes واقع شده‌است.

## خصوصیات
یوبکسی ۵٫۰۱ کیلومترمربع مساحت و ۱۷۶ نفر جمعیت دارد و ۲۹۰ متر بالاتر از سطح دریا واقع شده‌است.